# آیس ریسر
بازی  آیس رِیسر  (به انگلیسی: 007 Ice Racer) یک بازی بر اساس سری بازی‌های جیمز باند بر روی گوشی‌های تلفن همراه می‌باشد که در سال ۲۰۰۲ میلادی توسط شرکت "این-فوزیو" (In-Fusio) در اروپا تولید و منتشر گردید.

## داستان بازی
داستان این بازی بر اساس فیلم معروف "روزی دیگر بمیر" (Die Another Day) ساخته شده و جیمز باند در این بازی در کشور ایسلند در حال تعقیب زائو  و جینکس می‌باشد. در این بازی جیمز باند با استفاده از ماشین ویژ خود یعنی استون مارتین به تعقیب این دو خائن می‌پردازد.

## گیم‌پلی
در این بازی اسلحه‌های ویژه‌ای برای جیمز باند در نظر گرفته شده و هدف اصلی بازی این است که قبل از اتمام زمان، اقدام به نابودی ماشین‌های دشمنان نموده و از رسیدن آنان به کاخ یخی، خودداری کنید.

## معادل‌های انگلیسی
1. ↑  In-Fusio
2. ↑  Marc Pestka
3. ↑  Zao
4. ↑  Jinx